# 1956年メルボルンオリンピックのイギリス選手団
1956年メルボルンオリンピックのイギリス選手団（1956ねんメルボルンオリンピックのイギリスせんしゅだん）は、1956年11月22日から12月8日にかけてオーストラリアのメルボルンで開催された1956年メルボルンオリンピックのイギリス選手団、およびその競技結果。

## 概要
今大会は金メダル6個、銀メダル7個、銅メダル11個の合計24個のメダルを獲得した。

## メダル
| メダル | 選手名                                                                              | 競技   | 種目                  |
| ------ | ----------------------------------------------------------------------------------- | ------ | --------------------- |
| 金     | クリス・ブラッシャー                                                                | 陸上   | 男子3000m障害         |
| 銀     | デレク・ジョンソン                                                                  | 陸上   | 男子800m              |
| 銀     | ゴードン・ピリー                                                                    | 陸上   | 男子5000m             |
| 銀     | アン・パシュリー ジーン・スクリヴンズ ジューン・フォールズ ヘザー・アーミテージ     | 陸上   | 女子4×100mリレー      |
| 銀     | テルマ・ホプキンス                                                                  | 陸上   | 女子走高跳            |
| 銀     | アラン・ジャクソン アーサー・ブリテイン ウィリアム・ホームズ                        | 自転車 | 男子団体ロードレース  |
| 銅     | デレク・イボットソン                                                                | 陸上   | 男子5000m             |
| 銅     | フランシス・ヒギンズ マイケル・ウィーラー ジョン・ソールズベリー デレク・ジョンソン | 陸上   | 男子4×400mリレー      |
| 銅     | アラン・ジャクソン                                                                  | 自転車 | 男子個人ロードレース  |
| 銅     | トム・シンプソン ドナルド・バージェス マイケル・ガンブリル ジョン・ガデス           | 自転車 | 男子4000m団体追い抜き |